# Borgo Nuovo (Roma)
Borgo Nuovo, originalmente conocido como via Alessandrina, también llamada via Recta o via Pontificum, fue una vía de la ciudad de Roma, Italia, importante por razones históricas y arquitectónicas.
Construida por el papa Alejandro VI Borgia, que fue papa entre 1492 y 1503, para el año santo de 1500, la vía se convirtió en uno de los principales centros del alto Renacimiento en Roma. Borgo Nuovo fue demolido junto con el barrio circundante en 1936–37 debido a la construcción de la Via della Conciliazione.

## Localización
.

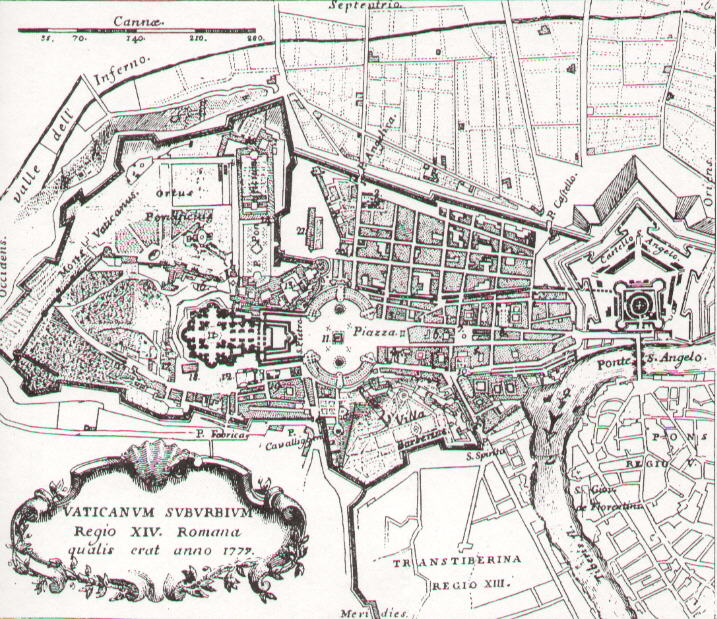
Borgo en 1779 (Mapa impreso por Monaldini). Borgo Nuovo es la tercera calle desde el sur entre las siete que irradian desde el Castillo

Situado en el Borgo rione, la calle recta se extendía en dirección E–O, entre la Piazza Pia, que marca la entrada del barrio cerca de la orilla derecha del Tíber, y el extremo norte de la Piazza Rusticucci, que hasta su demolición era el vestíbulo de la Plaza de San Pedro. 
En aproximadamente dos tercios de su longitud, Borgo Nuovo cruzaba Piazza Scossacavalli, el centro del Borgo.
Junto con la cercana vía de Borgo Vecchio, de probable origen romano, Borgo Nuovo delimitaba la llamada spina (el nombre deriva de su parecido con la franja mediana de un circo romano), compuesta por varias manzanas alargadas en dirección E–O entre el castillo y San Pedro.

## Nombre
La vía recibió los nombres de Via Alexandrina, Via Pontificum o Via Recta, más tarde Borgo Nuovo. La primera denominación procedía del papa Alejandro VI, que la erigió; la segunda, porque se convirtió en la primera parte de la Via Papalis, el camino que debía recorrer el nuevo papa para llegar a la Basílica de San Juan de Letrán; la tercera ("vía recta") por su trazado, una rareza en la Roma de la época; la cuarta se eligió en consonancia con la cercana vía de Borgo Vecchio.
El nombre de Via Alessandrina cayó en desuso después de 1570, cuando cardenal Michele Bonelli, apodado "Cardenal Alessandrino" de su ciudad natal en Piamonte, abrió la vía en el Monti rione que tomó su nombre de él.

## Historia

### Renacimiento

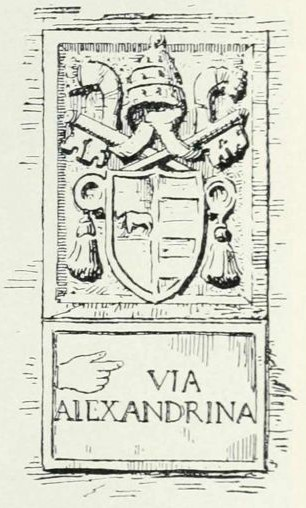
Dibujo de una placa originalmente en la fachada del Palazzo dei Convertendi en Borgo Nuovo, con el escudo de armas de Alejandro VI y la indicación "Via Alexandrina"; posiblemente la primera placa callejera de Roma.

A mediados del siglo XV, a comienzos del Renacimiento de Roma, la conexión entre Roma y San Pedro estaba asegurada por dos antiguas calzadas, Borgo Vecchio y Borgo Santo Spirito, ambas unían el Castillo con la plaza situada frente a la Antigua Basílica de San Pedro. Para aumentar la capacidad de tráfico, el papa Sixto IV (1471-84) construyó para el año santo de 1475 otra vía que conducía a San Pedro desde el Ponte Sant'Angelo: el Borgo Sant'Angelo, también conocido por su fundador como via Sistina. Este camino discurría justo al sur del Passetto (el pasaje cubierto que unía el Vaticano con el Castillo); de todos modos, tampoco esta vía era suficiente para resolver el problema del tráfico.  
A finales del siglo XV, Alejandro VI, cuyo poder era entonces disputado por varias de las familias nobles romanas y por el rey francés Carlos VIII (1483-98) (que en 1494 había ocupado la ciudad, mientras el papa permanecía atrincherado en el Castel Sant'Angelo), decidió reestructurar la ciudadela de Borgo y el castillo. En este contexto, el castillo de Sant'Angelo asumió el papel de bisagra entre la ciudad y la ciudadela, y surgió la necesidad de construir una vía recta entre el castillo y el Palacio Apostólico en la Colina Vaticana.  Durante los dos últimos Jubileos, que habían tenido lugar en 1450 y 1475, la enorme afluencia de peregrinos había causado varios problemas de tráfico en el Borgo; por ello, para solucionar el problema, durante el consistorio papal del 16 de noviembre de 1498 el papa encargó racionalizar los caminos que conducían a San Pedro, pidiendo al cardenal Girolamo Riario que tomara la iniciativa y consultara a expertos. El 20 de febrero de 1499 el papa pidió a Riario:

...ut a magistris viarum et architectis quantum foret impense ad dirigendam viam a Porta Castri ad Palatium usque intelligent ac sibi postea referret.

... que tomen nota, y después le informen, del coste en que han incurrido los constructores y arquitectos para hacer un camino desde la Puerta del Castillo hasta el Palacio.

Al norte del Borgo Vecchio, un sinuoso camino discurría entre casas, jardines y antiguas murallas; en aproximadamente un tercio de su longitud (viniendo del Tíber), el camino estaba bloqueado por un gran monumento funerario romano, la Meta Romuli', considerada como el lugar de descanso del mítico primer rey de la ciudad. Se trataba de una pirámide similar a la Pirámide Cestia, aún existente cerca de la Porta San Paolo y considerada por los romanos de la época como el cementerio de  Remo.  Riario, con el asesoramiento técnico de varios arquitectos (entre ellos Antonio da Sangallo el Viejo y Giuliano da Sangallo) decidió rectificar este carril y se inauguró una nueva vía, la Via Alexandrina o Recta, tras una intensa obra de seis meses de duración, iniciada en abril de 1499. Giovanni Burcardo (Johannes Burckardt de Strassburg, Maestro de Ceremonias del papa), registra así en el Liber Notarum (su diario) el 24 de diciembre de 1499 la inauguración de la nueva vía:

Hodie peracto prandio completa est ruptura vie nove recta a parte Castri Santi Angeli ad portam Palatii Apostolici et per eas venerunt omnes cardinales

Hoy después de comer se ha completado la apertura de la nueva vía recta entre el Castillo de Sant'Angelo y la puerta del Palacio Apostólico, y por ella han venido todos los cardenales

Ese día el Papa ordenó cerrar la Carriera Sancta (el futuro Borgo Vecchio), para obligar a circular por la vía recién inaugurada. La vía conectaba la puerta del Castillo con la del palacio Apostólico; A diferencia del cercano Borgo Vecchio, no era un camino procesional, sino un enlace directo entre el Castrum y el Palatium, paralelo al Passetto, el pasadizo cubierto que permitía al papa escapar al castillo en caso de peligro,  y que habría sido utilizado pocos años más tarde por el papa Clemente VII (1523-34) escapando en traje de noche tras los lansquenetes de Frundsberg. 
El diseño de la vía se completó con la apertura en el Vaticano de una nueva puerta, la "Porta Santa" que iba a sustituir a la "Porta Aurea" de San Juan de Letrán; esta puerta permitía a los peregrinos procedentes de Borgo Nuovo encontrarse de inmediato con el "Altare della Veronica", la reliquia más venerada de la cristiandad. De este modo, la Vía Alessandrina se convirtió en la primera recta con fondo de Roma,  un modelo que encontraría aplicación bajo el papa Julio II (1503-1513) con la Vía Giulia y casi un siglo después especialmente con el Sixto V (1585-1590).
La realización de la Via Alessandrina requirió la demolición de varios edificios antiguos: entre ellos, la Meta Romuli, vinculada a las tradiciones sobre la tumba de San Pedro..
La nueva calzada se convirtió en el primer tramo de la Via Papalis, el camino que cada papa recorría a lomos de una mula durante la "Cavalcata del possesso" ("Cabalgata de la posesión"), el recorrido entre San Pedro y San Juan inmediatamente después de su elección para tomar posesión de su cargo de obispo de Roma. También se utilizó para acontecimientos populares como carreras de caballos, búfalos, burros u hombres, todos ellos entretenimientos favoritos del papa Borgia; por ello, Borgo Nuovo permaneció sin pavimentar hasta antes de 1509, durante el papado de Julio II.
Para financiar la construcción, los propietarios de las casas ya existentes debían pagar un impuesto especial, ya que la nueva carretera habría aumentado el valor de sus bienes inmuebles; el resto de los gastos debían correr a cargo de los magistri viarum (los funcionarios encargados del mantenimiento de la carretera). Por otra parte, con el fin de desarrollar los alrededores de la carretera, las personas dispuestas a levantar edificios de al menos 5 canne (11 m (12,0 yd) ca.) de altura a lo largo de la nueva carretera recibían privilegios especiales, como exenciones de impuestos.
Cardenales, familias nobles y burgueses ricos aprovecharon esta oportunidad para erigir palacios y casas, diseñados en el nuevo estilo clasicista de Antonio da Sangallo el Viejo y Donato Bramante, dos de los arquitectos que participaron en el diseño de la vía, y Borgo Nuovo se convirtió pronto en una de las vías más de moda de la ciudad. Durante el Renacimiento, muchas de las nuevas casas del barrio se decoraron con pinturas (fresco y grafito). A día de hoy, la única casa decorada que sobrevive en el Borgo es la que se encuentra a lo largo de Vicolo del Campanile, una antigua calle lateral de Borgo Nuovo.
Las obras de la calzada continuaron bajo la dirección de Antonio da Sangallo el Viejo también con el Papa León X (1513-21), que las financió con la enorme suma de 1444 ducados.

### Barroco y Edad Moderna

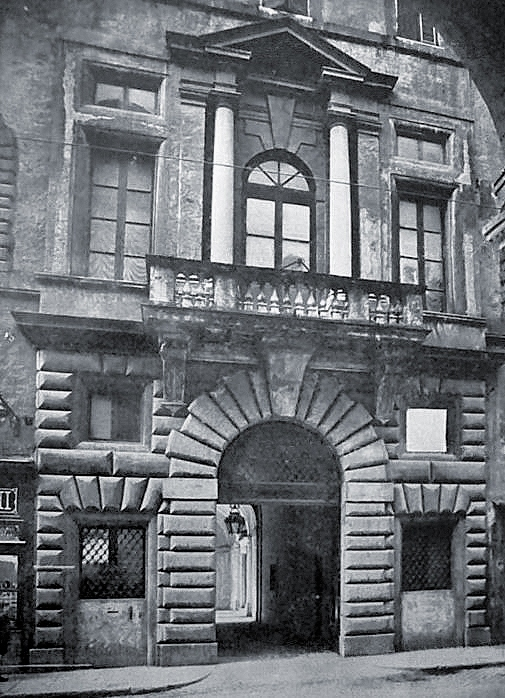
Portal del palacio del Convertendi a lo largo de Borgo Nuovo, 1930 ca.

Durante el reinado del Papa Alejandro VII (1655-67), en el contexto de la construcción de la Plaza de San Pedro Gian Lorenzo Bernini integró Borgo Nuovo en el proyecto de la nueva plaza. El eje óptico dado por Borgo Nuovo fue invertido con respecto al eje de la Basílica, definido por el obelisco del circo de Caligola erigido en 1595 por Domenico Fontana ante el centro de la fachada de la antigua basílica; este efecto se obtuvo creando delante de la basílica un espacio trapezoidal simétrico mediante la construcción de los dos recorridos cubiertos (corridori). El corridore norte de la fachada de San Pedro de Maderno, que conduce a la Scala Regia, fue considerado por Bernini como una prosecución cubierta de la calzada: el brazo derecho de la columnata se detiene justo antes del eje de la calzada para no interrumpir la línea de visión entre la calzada y el corridore norte. De este modo, el eje principal del Borgo se convierte en el eje secundario de la plaza de San Pedro, y se duplica por razones de simetría al construir el corridore sur. 
Hacia 1660, tras la construcción de la columnata de Bernini, la primera manzana de la spina entre Borgo Vecchio y Borgo Nuovo, llamada isola del Priorato por el edificio que albergaba el Priorato de los Caballeros de Rodas, fue derribada por Bernini para crear un espacio– la Piazza Rusticucci–que permitía la visión completa de la cúpula de San Pedro, oculta por la  nave de Maderno. Por ello, el Borgo Nuovo quedó privado de su extremo occidental.
A principios del siglo XIX, cuando Roma formaba parte del Primer Imperio francés, el prefecto de la ciudad, de Tournon, incluyó en su programa de renovación urbana la demolición de la spina, y por tanto del Borgo Nuovo. De todos modos, a la caída de Napoleón sólo las tres primeras casas del extremo este de la calle habían sido demolidas; tras el regreso del papa se restableció la situación anterior. En el extremo este de la spina entre Borgo Vecchio y Borgo Nuovo, en 1850 se levantó un nuevo edificio, el palazzo Sauve;  que sustituyó a una casa que había sido derribada durante la República Romana de 1849. En la fachada este del edificio se erigió una gran fuente, la "Fontana dei Delfini" ("Fuente de los Delfines") por el papa Pío IX (1846-78) en 1861, marcando el comienzo de la "spina". El palacio fue demolido en 1936 y la fuente fue trasladada a la Ciudad del Vaticano en 1958.}
En 1858 a principios de los Borghi Pío IX dejó construir por Luigi Poletti dos edificios gemelos que–junto con la fuente de los delfines–proporcionaban una entrada escénica a la ciudad leonina.
Durante todo este periodo, y hasta su demolición, Borgo Nuovo fue una vía prestigiosa, turística y concurrida, a diferencia del cercano Borgo Vecchio, recogido, familiar y sencillo.

### Demolición
Entre 1934 y 1936, cuando se elaboró el proyecto de la Via della Conciliazione, los arquitectos Marcello Piacentini y Attilio Spaccarelli optaron por dar a la nueva vía la alineación de la cercana carretera de Borgo Vecchio, y no la de Borgo Nuovo. Esta resolución, tomada tanto por razones de perspectiva visual como para evitar la demolición del Palazzo dei Penitenzieri (orientado hacia el lado sur de la Piazza Scossacavalli y paralelo al lado sur de Borgo Vecchio) provocó la destrucción de casi todas las casas y los palacios de la carretera. La spina, con todo el lado sur de Borgo Nuovo, fue demolida entre el 29 de octubre de 1936 y el 8 de octubre de 1937. En el lado norte de la carretera, sólo se salvaron la iglesia de Santa Maria in Traspontina, el Palazzo Torlonia en Piazza Scossacavalli y el palazzo Latmiral, un edificio poco distinguido del siglo XIX situado entre ambos. Para enmascarar la diferente alineación de los tres edificios supervivientes con respecto a los nuevos bloques adyacentes y a los situados a lo largo del lado sur de la nueva carretera (que estaban alineados con Borgo Vecchio), se colocó una doble fila de obeliscos coronados por linternas; los romanos los apodaron ingeniosamente "le supposte" ("los supositorios"), al darse cuenta de que la Via della Conciliazione parecía ahora la entrada monumental a un cementerio. 